# Pont-du-Château
Pont-du-Château város Franciaország középső részén, Auvergne régióban, Puy-de-Dôme megyében.

## Földrajza
A város 15 km-re Clermont-Ferrandtól helyezkedik el az Allier folyó partján. 2004. január 1-jén a várost integrálták Clermont-Ferranddal. A település a auvergne-i természetvédelmi területek találkozási pontja: a vulkánok természetvédelmi terület és a Livradois-Drill természetvédelmi terület találkozik itt.

## Történelme
A település három kerületének múltja a Karoling időkre nyúlik vissza, ám az alapítás pontos dátuma nem ismert.

## Nevezetességei
- Montboissier Beaufort Canillac család várkastélya a XVII. századból
- Sainte-Martine templom XII. század
- Paulliat kápolna
- Pierre-Mondanel múzeum

## Testvérvárosok
- Sainte-Marie (Québec, Kanada)

## Fordítás
- Ez a szócikk részben vagy egészben  a   Pont-du-Château című francia Wikipédia-szócikk fordításán alapul.  Az eredeti cikk szerkesztőit annak laptörténete sorolja fel. Ez a jelzés csupán a megfogalmazás eredetét és a szerzői jogokat jelzi, nem szolgál a cikkben szereplő információk forrásmegjelöléseként.

## Galéria

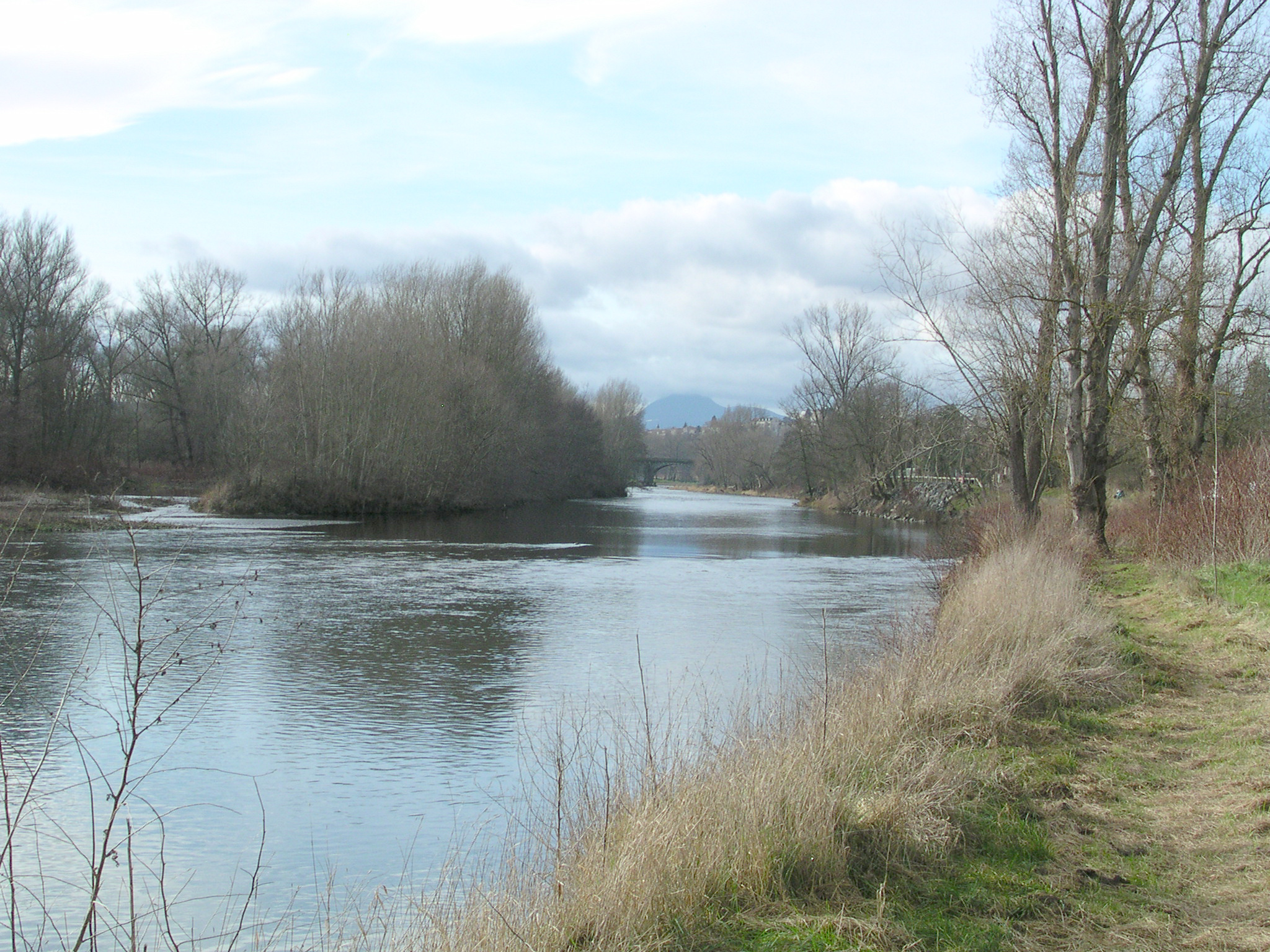
az Allier folyó, amely keresztül szeli a várost és meghatározta történetét
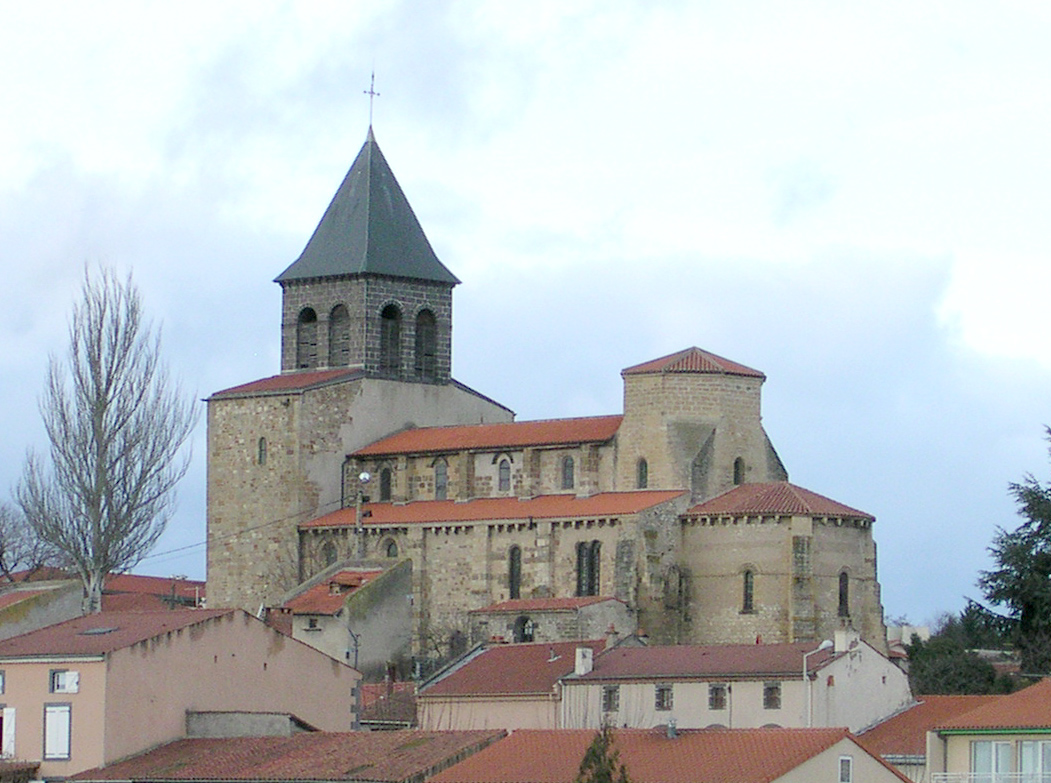
A Sainte-Martine templom
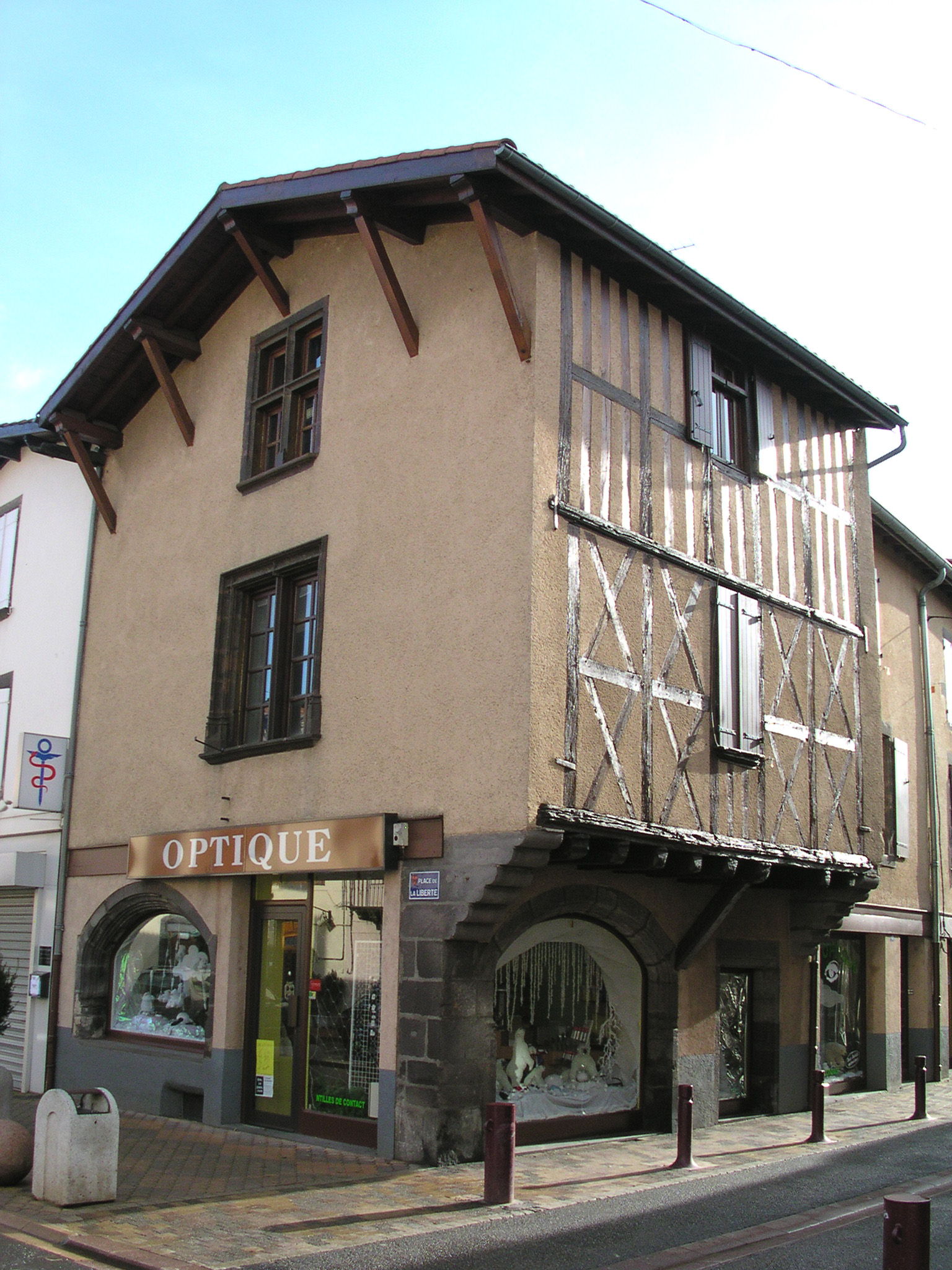
Maison à colombages
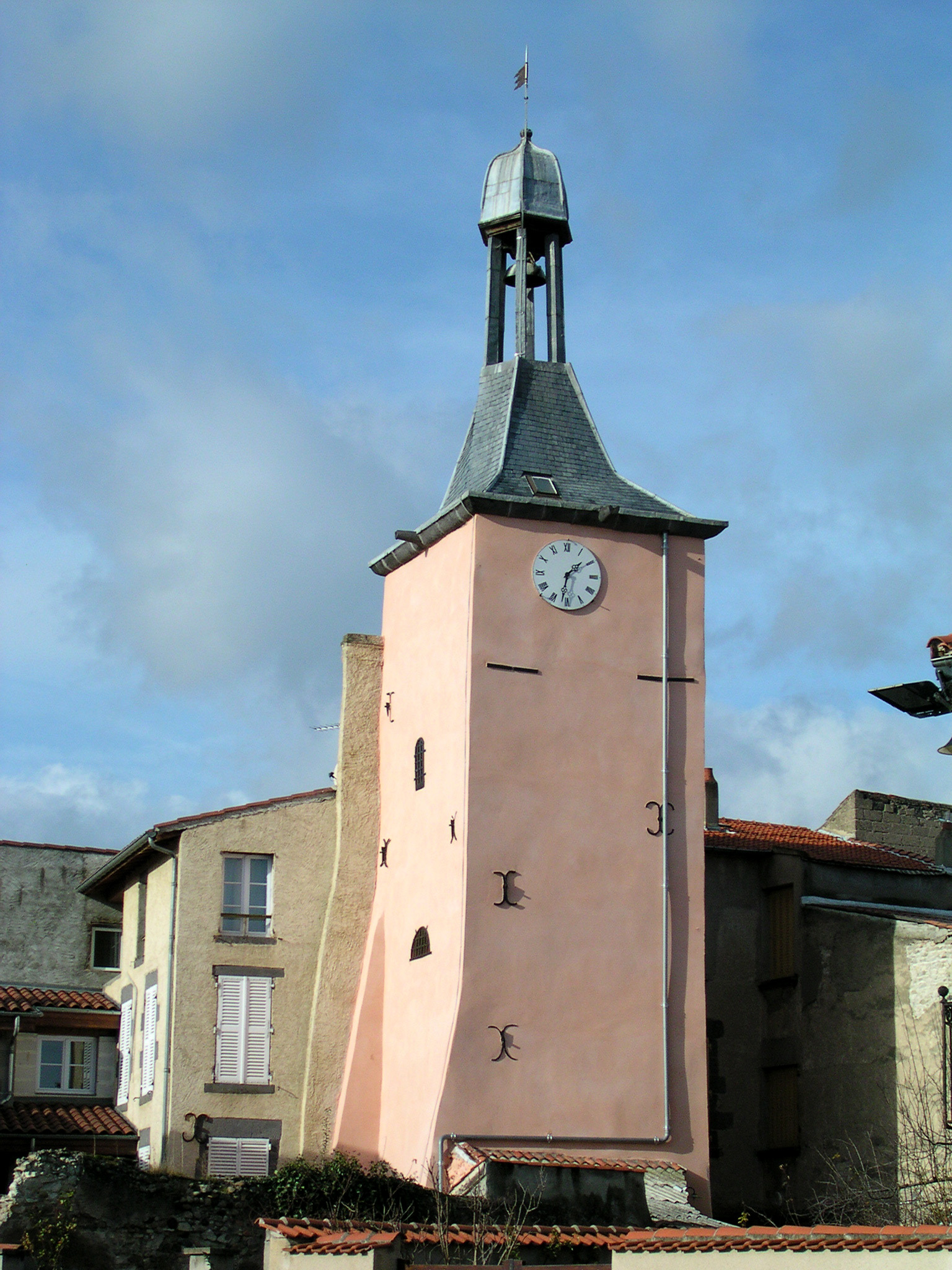
Az öreg torony
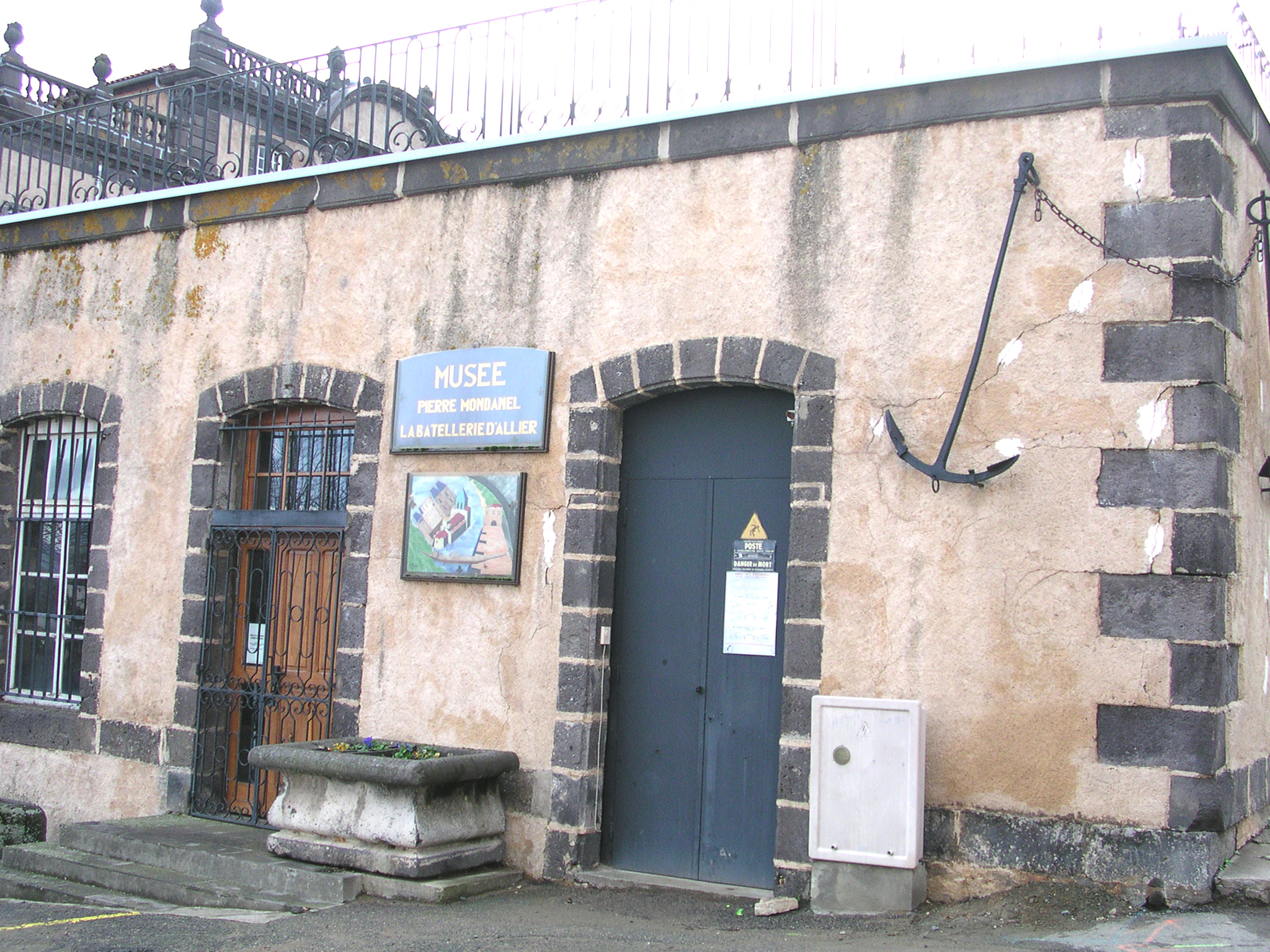
Pierre Mondanel Múzeum
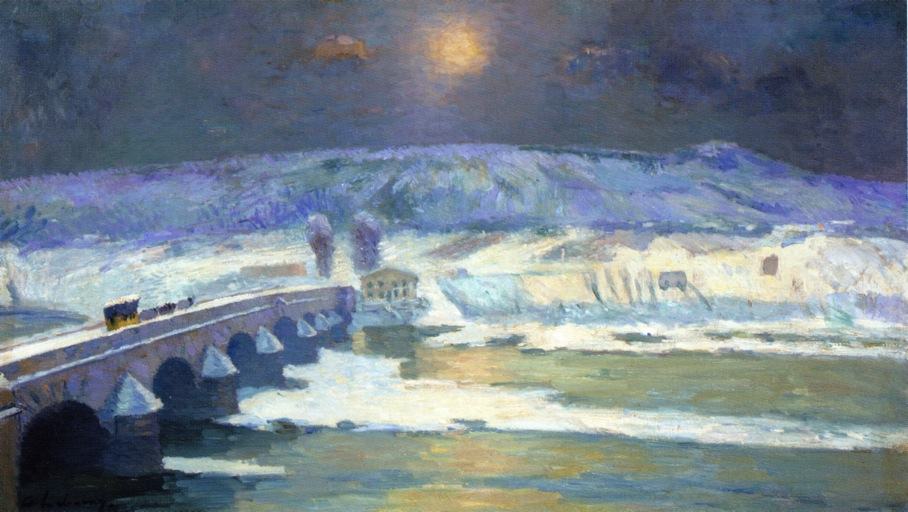
A híd az Allier felett Pont-du-Chateau-nál 1886 telén Albert Lebourg képe
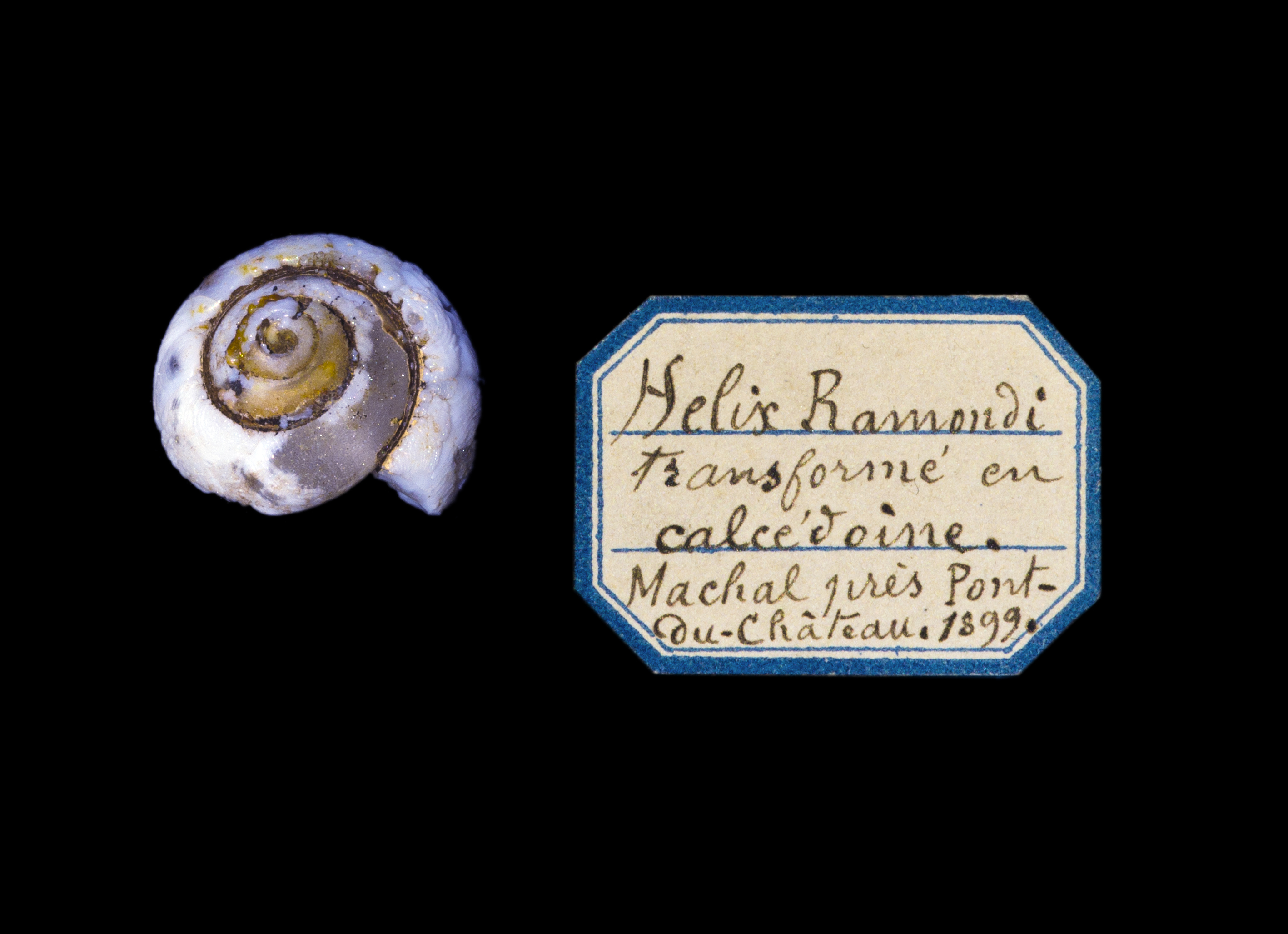
Helix ramondi